# Segonzac (Corrèze)
Segonzac is een gemeente in het Franse departement Corrèze (regio Nouvelle-Aquitaine) en telt 239 inwoners (1999). De plaats maakt deel uit van het arrondissement Brive-la-Gaillarde.

## Geografie
De oppervlakte van Segonzac bedraagt 19,5 km², de bevolkingsdichtheid is 12,3 inwoners per km².
De onderstaande kaart toont de ligging van Segonzac (Corrèze) met de belangrijkste infrastructuur en aangrenzende gemeenten.

## Demografie
Onderstaande figuur toont het verloop van het inwonertal (bron: INSEE-tellingen).